# مرحلة المجموعات في دوري أبطال أوروبا 2010–11
دور المجموعات في دوري أبطال أوروبا 2010–2011 هي صفحة متخصصة بدور المجموعات في بطولة دوري أبطال أوروبا لموسم 2010–11. مرحلة المجموعات سوف تلعب بمشاكة 32 فريق: 22 فريق متأهل تلقائيا و10 فائزين من الدور الإقصائي. الفرق قسموا إلى ثمانية مجموعات من أربعة. أصحاب المركزين الأولين يتأهلان إلى المراحل الاقصائية والفرق اصحاب المركز الثالث يتم اقسائهم إلى دور خروج المغلوب من دور أوروبا.

## التصنيف
قرعة دور المجموعات لدوري الأبطال سوف تعقد في موناكو يوم 26 أغسطس 2010 السعة 6:00pm CEST.
الفرق تم تصنيفها إلى أربع فئات إسناداً إلى معامل الاتحاد الأوروبي لكرة القدم 2010. حامل اللقب، إنتر ميلان تم وضعه تلقائياً في الفئة الأولى. فرق من نفس الاتحادات الوطنية لا يتم وضعم في نفس المجموعة.
| الفئة الأولى          | الفئة الأولى |
| الفريق                | معامل        |
| --------------------- | ------------ |
| إنتر ميلان حامل اللقب | 100.867      |
| برشلونة               | 136.951      |
| مانشستر يونايتد       | 125.371      |
| تشلسي                 | 118.371      |
| آرسنال                | 115.371      |
| بايرن ميونخ           | 110.841      |
| إيه سي ميلان          | 99.867       |
| ليون                  | 96.748       |

| الفئة الثانية  | الفئة الثانية |
| الفريق         | معامل         |
| -------------- | ------------- |
| فيردر بريمن    | 94.841        |
| ريال مدريد     | 84.951        |
| نادي روما      | 83.867        |
| شاختار دونيتسك | 73.910        |
| بنفيكا         | 72.659        |
| نادي فالنسيا   | 66.951        |
| أولمبي مرسيليا | 62.748        |
| باناثينايكوس   | 56.979        |

| الفئة الثالثة  | الفئة الثالثة |
| الفريق         | معامل         |
| -------------- | ------------- |
| توتنهام هوتسبر | 56.371        |
| رينجرز         | 56.158        |
| أياكس أمستردام | 55.309        |
| شالكه          | 54.841        |
| بازل           | 48.675        |
| سبورتينغ براغا | 39.659        |
| كوبنهاغن       | 34.470        |
| سبارتاك موسكو  | 33.758        |

| الفئة الرابعة  | الفئة الرابعة |
| الفريق         | معامل         |
| -------------- | ------------- |
| هبوعيل تل أبيب | 27.775        |
| توينتي         | 25.309        |
| روبين كازان    | 21.758        |
| أوكسير         | 19.748        |
| نادي كلوج      | 15.898        |
| بارتيزان       | 13.800        |
| زيلينا         | 10.666        |
| بورصاسبور      | 6.890         |

### معايير التأهل
طبقاً لقوانين الاتحاد الأوروبي لهذا الموسم، إذ كان فريقين أو أكثر متعادلين بشكل متساوي المعايير التالية سيتم تطبيقهن لتحديد الترتيب.
- أعلى رصيد من النقاط يحصل عليه فريق، سيؤهل الفريق
- فارق الأهداف في مباريات المجموعة بين الفرق، سيؤهل الفريق
- أعلى رصيد من الأهداف سجله الفريق خارج أرضه من داخل أرضه في مباريات المجموعة، سيؤهل الفريق
- فارق الأهداف الذي يتفوق به الفريق في كل مباريات المجموعة، سيؤهل الفريق
- أعلى رصيد من الأهداف سجل في كل مباريات المجموعة، سيؤهل الفريق
- أعلى رصيد من نقاط المعيار والتي جمعت من النادي، سيؤهل الفريق، (هذا المعيار يندرج تحت نتائج الفريق في جميع المنافسات التي لعبها في آخر خمسة مواسم)

## المجموعات
| مفاتيح الألوان في جداول المجموعات                                                            |
| -------------------------------------------------------------------------------------------- |
| Group winners and runners-up advanced to the مرحلة خروج المغلوب في دوري أبطال أوروبا 2010–11 |
| Third-placed teams entered the الدوري الأوروبي at the round of 32                            |

Times up to end of أكتوبر are CEST (ت ع م+02:00), thereafter times were CET (ت ع م+01:00)

### المجموعة أ
| الفريق          | لعب | ف | ت | خ | له | عليه | ف.أ | نقاط |
| --------------- | --- | - | - | - | -- | ---- | --- | ---- |
| توتنهام هوتسبير | 6   | 3 | 2 | 1 | 18 | 11   | +7  | 11   |
| إنتر ميلان      | 6   | 3 | 1 | 2 | 12 | 11   | +1  | 10   |
| تفينتي          | 6   | 1 | 3 | 2 | 9  | 11   | −2  | 6    |
| فيردر بريمن     | 6   | 1 | 2 | 3 | 6  | 12   | −6  | 5    |

| تفينتي                            | 2–2   | إنتر ميلان            |
| --------------------------------- | ----- | --------------------- |
| يانسن 20' · ميليتو 30' (ضد مرماه) | تقرير | سنايدر 13' · إيتو 41' |

| فيردر بريمن            | 2–2   | توتنهام هوتسبير                    |
| ---------------------- | ----- | ---------------------------------- |
| ألميدا 43' · مارين 47' | تقرير | باسانن 12' (ضد مرماه) · كراوتش 18' |

| توتنهام هوتسبير                                                   | 4–1   | تفينتي      |
| ----------------------------------------------------------------- | ----- | ----------- |
| فان در فارت 47' · بافليوتشينكو 50' (ركلة.)، 64' (ركلة.) · بيل 85' | تقرير | الشاذلي 56' |

| إنتر ميلان                      | 4–0   | فيردر بريمن |
| ------------------------------- | ----- | ----------- |
| إيتو 21'، 27'، 81' · سنايدر 34' | تقرير |             |

| إنتر ميلان                                                | 4–3   | توتنهام هوتسبير     |
| --------------------------------------------------------- | ----- | ------------------- |
| زانيتي 2' · صامويل إيتو 11' (ركلة.)، 35' · ستانكوفيتش 14' | تقرير | بيل 52'، 90'، 90+1' |

| تفينتي    | 1–1   | فيردر بريمن     |
| --------- | ----- | --------------- |
| يانسن 75' | تقرير | أرناوتوفيتش 80' |

| توتنهام هوتسبير                                 | 3–1   | إنتر ميلان |
| ----------------------------------------------- | ----- | ---------- |
| فان در فارت 18' · كراوتش 61' · بافليوتشينكو 89' | تقرير | إيتو 80'   |

| فيردر بريمن | 0–2   | تفينتي                             |
| ----------- | ----- | ---------------------------------- |
|             | تقرير | ناصر الشاذلي 81' · لوك دي يونغ 84' |

| إنتر ميلان   | 1–0   | تفينتي |
| ------------ | ----- | ------ |
| كامبياسو 55' | تقرير |        |

| توتنهام هوتسبير                       | 3–0   | فيردر بريمن |
| ------------------------------------- | ----- | ----------- |
| قابول 6' · مودريتش 45+1' · كراوتش 79' | تقرير |             |

| تفينتي                                                 | 3–3   | توتنهام هوتسبير                              |
| ------------------------------------------------------ | ----- | -------------------------------------------- |
| لاندزات 22' (ركلة.) · روبرتو روساليس 56' · الشاذلي 64' | تقرير | بيتر فيسخرهوف 12' (ضد مرماه) · ديفو 47'، 59' |

| فيردر بريمن                               | 3–0   | إنتر ميلان |
| ----------------------------------------- | ----- | ---------- |
| برودل 39' · أرناوتوفيتش 49' · بيتزارو 88' | تقرير |            |

### المجموعة ب
| الفريق         | لعب | ف | ت | خ | له | عليه | ف.أ | نقاط |
| -------------- | --- | - | - | - | -- | ---- | --- | ---- |
| شالكه 04       | 6   | 4 | 1 | 1 | 10 | 3    | +7  | 13   |
| ليون           | 6   | 3 | 1 | 2 | 11 | 10   | +1  | 10   |
| بنفيكا         | 6   | 2 | 0 | 4 | 7  | 12   | −5  | 6    |
| هبوعيل تل أبيب | 6   | 1 | 2 | 3 | 7  | 10   | −3  | 5    |

| ليون       | 1–0   | شالكه 04 |
| ---------- | ----- | -------- |
| باستوس 21' | تقرير |          |

| بنفيكا                     | 2–0   | هبوعيل تل أبيب |
| -------------------------- | ----- | -------------- |
| - لويساو 21' - كاردوزو 68' | تقرير |                |

| هبوعيل تل أبيب     | 1–3   | ليون                                     |
| ------------------ | ----- | ---------------------------------------- |
| إنياما 79' (ركلة.) | تقرير | - باستوس 7' (ركلة.)، 36' - بيانيتش 90+4' |

| شالكه 04                  | 2–0   | بنفيكا |
| ------------------------- | ----- | ------ |
| فارفان 73' · هونتيلار 85' | تقرير |        |

| شالكه 04                     | 3–1   | هبوعيل تل أبيب |
| ---------------------------- | ----- | -------------- |
| - راؤول 3'، 58' - خورادو 68' | تقرير | شيختر 90+3'    |

| ليون                        | 2–0   | بنفيكا |
| --------------------------- | ----- | ------ |
| - برياند 21' - ليساندرو 51' | تقرير |        |

| هبوعيل تل أبيب | 0–0   | شالكه 04 |
| -------------- | ----- | -------- |
|                | تقرير |          |

| بنفيكا                                       | 4–3   | ليون                                    |
| -------------------------------------------- | ----- | --------------------------------------- |
| - كاردك 20' - كوينتراو 32'، 67' - غارسيا 42' | تقرير | - غوركوف 74' - غوميس 85' - لوفرين 90+5' |

| شالكه 04                         | 3–0   | ليون |
| -------------------------------- | ----- | ---- |
| - فارفان 13' - هونتيلار 20'، 89' | تقرير |      |

| هبوعيل تل أبيب                            | 3–0   | بنفيكا |
| ----------------------------------------- | ----- | ------ |
| - زاهافي 24'، 90+2' - دوغلاس دا سيلفا 74' | تقرير |        |

| ليون                         | 2–2   | هبوعيل تل أبيب         |
| ---------------------------- | ----- | ---------------------- |
| - ليساندرو 62' - لاكازيت 88' | تقرير | - سحر 63' - زاهافي 69' |

| بنفيكا     | 1–2   | شالكه 04                   |
| ---------- | ----- | -------------------------- |
| لويساو 87' | تقرير | - خورادو 19' - هوفيديس 81' |

### المجموعة ج
| الفريق          | لعب | فاز | تعادل | خسر | له | عليه | ف.أ | نقاط |
| --------------- | --- | --- | ----- | --- | -- | ---- | --- | ---- |
| مانشستر يونايتد | 6   | 4   | 2     | 0   | 7  | 1    | +6  | 14   |
| نادي فالنسيا    | 6   | 3   | 2     | 1   | 15 | 4    | +11 | 11   |
| نادي رينجرز     | 6   | 1   | 3     | 2   | 3  | 6    | −3  | 6    |
| بورصا سبور      | 6   | 0   | 1     | 5   | 2  | 16   | −14 | 1    |

| مانشستر يونايتد | 0–0   | نادي رينجرز |
| --------------- | ----- | ----------- |
|                 | تقرير |             |

| بورصا سبور | 0–4   | نادي فالنسيا                                                                     |
| ---------- | ----- | -------------------------------------------------------------------------------- |
|            | تقرير | ألبيرتو كوستا 16' · أريتز أدوريز 41' · بابلو هيرنانديز 68' · روبيرتو سولدادو 76' |

| نادي فالنسيا | 0–1   | مانشستر يونايتد |
| ------------ | ----- | --------------- |
|              | تقرير | تشيشاريتو 85'   |

| نادي رينجرز      | 1–0   | بورصا سبور |
| ---------------- | ----- | ---------- |
| ستيفن نيسميث 18' | تقرير |            |

| نادي رينجرز    | 1–1   | نادي فالنسيا              |
| -------------- | ----- | ------------------------- |
| موريس إديو 34' | تقرير | موريس إديو 46' (ضد مرماه) |

| مانشستر يونايتد | 1–0   | بورصا سبور |
| --------------- | ----- | ---------- |
| ناني 7'         | تقرير |            |

| نادي فالنسيا                                 | 3–0   | نادي رينجرز |
| -------------------------------------------- | ----- | ----------- |
| روبيرتو سولدادو 33'، 71' · ألبيرتو كوستا 90' | تقرير |             |

| بورصا سبور | 0–3   | مانشستر يونايتد                                    |
| ---------- | ----- | -------------------------------------------------- |
|            | تقرير | دارين فليتشر 48' · غابرييل أوبيرتان 73' · بيبي 77' |

| نادي رينجرز | 0–1   | مانشستر يونايتد       |
| ----------- | ----- | --------------------- |
|             | تقرير | واين روني 87' (ركلة.) |

| نادي فالنسيا | 6–1   | بورصا سبور |
| --- | ----- | ---------- |
| خوان ماتا 17' (ركلة.) · روبيرتو سولدادو 21'، 55' · أريتز أدوريز 30' · خواكين سانشيز 37' · أليخاندرو دومينغيز 78' | تقرير | باتالا 69' |

| مانشستر يونايتد      | 1–1   | نادي فالنسيا        |
| -------------------- | ----- | ------------------- |
| أندرسون أوليفيرا 62' | تقرير | بابلو هيرنانديز 32' |

| بورصا سبور        | 1–1   | نادي رينجرز   |
| ----------------- | ----- | ------------- |
| سيركان يلدريم 79' | تقرير | كيني ميلر 19' |

### المجموعة د
| الفريق        | لعب | فاز | تعادل | خسر | له | عليه | ف.أ | نقاط |
| ------------- | --- | --- | ----- | --- | -- | ---- | --- | ---- |
| نادي برشلونة  | 6   | 4   | 2     | 0   | 14 | 3    | +11 | 14   |
| نادي كوبنهاغن | 6   | 3   | 1     | 2   | 7  | 5    | +2  | 10   |
| روبين كازان   | 6   | 1   | 3     | 2   | 2  | 4    | −2  | 6    |
| باناثينايكوس  | 6   | 0   | 2     | 4   | 2  | 13   | −11 | 2    |

| نادي برشلونة                                                                | 5–1   | باناثينايكوس   |
| --------------------------------------------------------------------------- | ----- | -------------- |
| ليونيل ميسي 22'، 45' · دافيد فيا 33' · بيدرو رودريغز 78' · داني ألفيس 90+3' | تقرير | سيدني غوفو 20' |

| نادي كوبنهاغن | 1–0   | روبين كازان |
| ------------- | ----- | ----------- |
| دام ندوي 87'  | تقرير |             |

| روبين كازان                | 1–1   | نادي برشلونة          |
| -------------------------- | ----- | --------------------- |
| كريستيان نوبوا 30' (ركلة.) | تقرير | دافيد فيا 60' (ركلة.) |

| باناثينايكوس | 0–2   | نادي كوبنهاغن                    |
| ------------ | ----- | -------------------------------- |
|              | تقرير | دام ندوي 28' · مارتن فينغارد 37' |

| باناثينايكوس | 0–0   | روبين كازان |
| ------------ | ----- | ----------- |
|              | تقرير |             |

| نادي برشلونة           | 2–0   | نادي كوبنهاغن |
| ---------------------- | ----- | ------------- |
| ليونيل ميسي 19'، 90+2' | تقرير |               |

| روبين كازان | 0–0   | باناثينايكوس |
| ----------- | ----- | ------------ |
|             | تقرير |              |

| نادي كوبنهاغن         | 1–1   | نادي برشلونة    |
| --------------------- | ----- | --------------- |
| كلاوديمير دي سوزا 32' | تقرير | ليونيل ميسي 31' |

| روبين كازان                  | 1–0   | نادي كوبنهاغن |
| ---------------------------- | ----- | ------------- |
| كريستيان نوبوا 45+2' (ركلة.) | تقرير |               |

| باناثينايكوس | 0–3   | نادي برشلونة                             |
| ------------ | ----- | ---------------------------------------- |
|              | تقرير | بيدرو رودريغز 27'، 69' · ليونيل ميسي 62' |

| نادي برشلونة                         | 2–0   | روبين كازان |
| ------------------------------------ | ----- | ----------- |
| أندرو فونتاس 51' · فيكتور فازكيز 83' | تقرير |             |

| نادي كوبنهاغن                                                              | 3–1   | باناثينايكوس       |
| -------------------------------------------------------------------------- | ----- | ------------------ |
| مارتن فينغارد 26' · يسبر غرونكيار 50' (ركلة.) · جبريل سيسيه 73' (ضد مرماه) | تقرير | سيدريك كانتي 90+2' |

### المجموعة هـ
| الفريق        | لعب | فاز | تعادل | خسر | له | عليه | ف.أ | نقاط |
| ------------- | --- | --- | ----- | --- | -- | ---- | --- | ---- |
| بايرن ميونخ   | 6   | 5   | 0     | 1   | 16 | 6    | +10 | 15   |
| نادي روما     | 6   | 3   | 1     | 2   | 10 | 11   | −1  | 10   |
| نادي بازل     | 6   | 2   | 0     | 4   | 8  | 11   | −3  | 6    |
| سي إف آر كلوج | 6   | 1   | 1     | 4   | 6  | 12   | −6  | 4    |

| بايرن ميونخ                         | 2–0   | نادي روما |
| ----------------------------------- | ----- | --------- |
| توماس مولر 79' · ميروسلاف كلوزه 83' | تقرير |           |

| سي إف آر كلوج               | 2–1   | نادي بازل           |
| --------------------------- | ----- | ------------------- |
| Rada 9' · لاسينا تراوري 12' | تقرير | فالنتين شتوكر 45+2' |

| نادي بازل        | 1–2   | بايرن ميونخ                          |
| ---------------- | ----- | ------------------------------------ |
| ألكسندر فراي 18' | تقرير | باستيان شفاينشتايغر 56' (ركلة.)، 89' |

| نادي روما                           | 2–1   | سي إف آر كلوج |
| ----------------------------------- | ----- | ------------- |
| فيليب مكسيس 69' · ماركو بورييلو 71' | تقرير | Rada 78'      |

| نادي روما         | 1–3   | نادي بازل                                          |
| ----------------- | ----- | -------------------------------------------------- |
| ماركو بورييلو 21' | تقرير | ألكسندر فراي 12' · صامويل إنكوم 44' · Cabral 90+3' |

| بايرن ميونخ                                                           | 3–2   | سي إف آر كلوج                 |
| --------------------------------------------------------------------- | ----- | ----------------------------- |
| Cadú 32' (ضد مرماه) · كريستيان بانين 37' (ضد مرماه) · ماريو غوميز 77' | تقرير | Cadú 28' · إيمانويل كوليو 86' |

| نادي بازل                            | 2–3   | نادي روما                                                          |
| ------------------------------------ | ----- | ------------------------------------------------------------------ |
| ألكسندر فراي 69' · شيردان شاقيري 83' | تقرير | جيريمي مينيز 16' · فرانشيسكو توتي 26' (ركلة.) · ليوناردو غريكو 76' |

| سي إف آر كلوج | 0–4   | بايرن ميونخ                                |
| ------------- | ----- | ------------------------------------------ |
|               | تقرير | ماريو غوميز 12'، 24'، 71' · توماس مولر 90' |

| نادي روما                                                            | 3–2   | بايرن ميونخ          |
| -------------------------------------------------------------------- | ----- | -------------------- |
| ماركو بورييلو 49' · دانييلي دي روسي 81' · فرانشيسكو توتي 84' (ركلة.) | تقرير | ماريو غوميز 33'، 39' |

| نادي بازل              | 1–0   | سي إف آر كلوج |
| ---------------------- | ----- | ------------- |
| فريدريكو الميراريس 15' | تقرير |               |

| بايرن ميونخ                                 | 3–0   | نادي بازل |
| ------------------------------------------- | ----- | --------- |
| فرانك ريبيري 35'، 50' · أناتولي تيموشوك 37' | تقرير |           |

| سي إف آر كلوج     | 1–1   | نادي روما         |
| ----------------- | ----- | ----------------- |
| لاسينا تراوري 88' | تقرير | ماركو بورييلو 21' |

### المجموعة و
| الفريق           | لعب | فاز | تعادل | خسر | له | عليه | ف.أ | نقاط |
| ---------------- | --- | --- | ----- | --- | -- | ---- | --- | ---- |
| تشيلسي           | 6   | 5   | 0     | 1   | 14 | 4    | +10 | 15   |
| أولمبيك مارسيليا | 6   | 4   | 0     | 2   | 12 | 3    | +9  | 12   |
| سبارتاك موسكو    | 6   | 3   | 0     | 3   | 7  | 10   | −3  | 9    |
| نادي جيلينا      | 6   | 0   | 0     | 6   | 3  | 19   | −16 | 0    |

| أولمبيك مارسيليا | 0–1   | سبارتاك موسكو                    |
| ---------------- | ----- | -------------------------------- |
|                  | تقرير | سيزار أزبيليكويتا 81' (ضد مرماه) |

| نادي جيلينا | 1–4   | تشيلسي                                                         |
| ----------- | ----- | -------------------------------------------------------------- |
| Oravec 55'  | تقرير | مايكل إيسيان 13' · نيكولا أنيلكا 24'، 28' · دانييل ستوريدج 48' |

| سبارتاك موسكو                            | 3–0   | نادي جيلينا |
| ---------------------------------------- | ----- | ----------- |
| أريسلينيس دا سيلفا 34'، 61' · إيبسون 89' | تقرير |             |

| تشيلسي                                  | 2–0   | أولمبيك مارسيليا |
| --------------------------------------- | ----- | ---------------- |
| جون تيري 7' · نيكولا أنيلكا 28' (ركلة.) | تقرير |                  |

| سبارتاك موسكو | 0–2   | تشيلسي                              |
| ------------- | ----- | ----------------------------------- |
|               | تقرير | يوري جيركوف 23' · نيكولا أنيلكا 43' |

| أولمبيك مارسيليا   | 1–0   | نادي جيلينا |
| ------------------ | ----- | ----------- |
| سليمان دياوارا 48' | تقرير |             |

| تشيلسي                                                                          | 4–1   | سبارتاك موسكو      |
| ------------------------------------------------------------------------------- | ----- | ------------------ |
| نيكولا أنيلكا 49' · ديدييه دروغبا 62' (ركلة.) · برانيسلاف إيفانوفيتش 66'، 90+2' | تقرير | نيكيتا باجينوف 86' |

| نادي جيلينا | 0–7   | أولمبيك مارسيليا                                                                                |
| ----------- | ----- | ----------------------------------------------------------------------------------------------- |
|             | تقرير | أندريه بيير جينياك 12'، 21'، 54' · غابرييل هاينزه 24' · لويك ريمي 36' · لوتشو غونزاليز 52'، 63' |

| سبارتاك موسكو | 0–3   | أولمبيك مارسيليا                                 |
| ------------- | ----- | ------------------------------------------------ |
|               | تقرير | ماثيو فالبوينا 18' · لويك ريمي 54' · برانداو 68' |

| تشيلسي                                 | 2–1   | نادي جيلينا |
| -------------------------------------- | ----- | ----------- |
| دانييل ستوريدج 51' · فلوران مالودا 86' | تقرير | Bello 19'   |

| أولمبيك مارسيليا | 1–0   | تشيلسي |
| ---------------- | ----- | ------ |
| برانداو 81'      | تقرير |        |

| نادي جيلينا | 1–2   | سبارتاك موسكو          |
| ----------- | ----- | ---------------------- |
| Majtán 48'  | تقرير | أليكس 54' · إيبسون 61' |

### المجموعة ز
| الفريق         | لعب | فاز | تعادل | خسر | له | عليه | ف.أ | نقاط |
| -------------- | --- | --- | ----- | --- | -- | ---- | --- | ---- |
| ريال مدريد     | 6   | 5   | 1     | 0   | 15 | 2    | +13 | 16   |
| إيه سي ميلان   | 6   | 2   | 2     | 2   | 7  | 7    | 0   | 8    |
| أياكس أمستردام | 6   | 2   | 1     | 3   | 6  | 10   | −4  | 7    |
| نادي أوكسير    | 6   | 1   | 0     | 5   | 3  | 12   | −9  | 3    |

| ريال مدريد                                        | 2–0   | أياكس أمستردام |
| ------------------------------------------------- | ----- | -------------- |
| فورنون أنيتا 31' (ضد مرماه) · غونزالو هيغواين 73' | تقرير |                |

| إيه سي ميلان                 | 2–0   | نادي أوكسير |
| ---------------------------- | ----- | ----------- |
| زلاتان إبراهيموفيتش 66'، 69' | تقرير |             |

| نادي أوكسير | 0–1   | ريال مدريد         |
| ----------- | ----- | ------------------ |
|             | تقرير | أنخيل دي ماريا 81' |

| أياكس أمستردام    | 1–1   | إيه سي ميلان            |
| ----------------- | ----- | ----------------------- |
| منير الحمداوي 23' | تقرير | زلاتان إبراهيموفيتش 37' |

| أياكس أمستردام                   | 2–1   | نادي أوكسير     |
| -------------------------------- | ----- | --------------- |
| ديمي دي زيو 7' · لويس سواريز 41' | تقرير | فالتر بيرسا 56' |

| ريال مدريد                              | 2–0   | إيه سي ميلان |
| --------------------------------------- | ----- | ------------ |
| كريستيانو رونالدو 13' · مسعود أوزيل 14' | تقرير |              |

| نادي أوكسير                              | 2–1   | أياكس أمستردام       |
| ---------------------------------------- | ----- | -------------------- |
| فريدريك ساماريتانو 9' · ستيفن لانجيل 84' | تقرير | توبي ألدرفايريلد 79' |

| إيه سي ميلان           | 2–2   | ريال مدريد                             |
| ---------------------- | ----- | -------------------------------------- |
| فيليبو إنزاغي 68'، 78' | تقرير | غونزالو هيغواين 45' · بيدرو ليون 90+4' |

| أياكس أمستردام | 0–4   | ريال مدريد                                                                |
| -------------- | ----- | ------------------------------------------------------------------------- |
|                | تقرير | كريم بنزيما 36' · ألفارو أربيلوا 44' · كريستيانو رونالدو 70'، 81' (ركلة.) |

| نادي أوكسير | 0–2   | إيه سي ميلان                               |
| ----------- | ----- | ------------------------------------------ |
|             | تقرير | زلاتان إبراهيموفيتش 64' · رونالدينيو 90+1' |

| ريال مدريد                                        | 4–0   | نادي أوكسير |
| ------------------------------------------------- | ----- | ----------- |
| كريم بنزيما 12'، 72'، 88' · كريستيانو رونالدو 49' | تقرير |             |

| إيه سي ميلان | 0–2   | أياكس أمستردام                         |
| ------------ | ----- | -------------------------------------- |
|              | تقرير | ديمي دي زيو 57' · توبي ألدرفايريلد 66' |

### المجموعة ي
| الفريق              | لعب | فاز | تعادل | خسر | له | عليه | ف.أ | نقاط |
| ------------------- | --- | --- | ----- | --- | -- | ---- | --- | ---- |
| نادي شاختار دونيتسك | 6   | 5   | 0     | 1   | 12 | 6    | +6  | 15   |
| نادي أرسنال         | 6   | 4   | 0     | 2   | 18 | 7    | +11 | 12   |
| سبورتينغ براغا      | 6   | 3   | 0     | 3   | 5  | 11   | −6  | 9    |
| نادي بارتيزان       | 6   | 0   | 0     | 6   | 2  | 13   | −11 | 0    |

| نادي أرسنال                                                                                 | 6–0   | سبورتينغ براغا |
| ------------------------------------------------------------------------------------------- | ----- | -------------- |
| سيسك فابريغاس 9' (ركلة.)، 53' · أندري أرشافين 30' · مروان الشماخ 34' · كارلوس فيلا 69'، 84' | تقرير |                |

| نادي شاختار دونيتسك | 1–0   | نادي بارتيزان |
| ------------------- | ----- | ------------- |
| داريو سرنا 71'      | تقرير |               |

| نادي بارتيزان                    | 1–3   | نادي أرسنال                                                   |
| -------------------------------- | ----- | ------------------------------------------------------------- |
| كليو غابرييل كوردوفا 33' (ركلة.) | تقرير | أندري أرشافين 15' · مروان الشماخ 71' · سيباستيان سكيلاتشي 82' |

| سبورتينغ براغا | 0–3   | نادي شاختار دونيتسك                                |
| -------------- | ----- | -------------------------------------------------- |
|                | تقرير | لويز أدريانو 56'، 72' · دوغلاس كوستا 90+2' (ركلة.) |

| سبورتينغ براغا                                   | 2–0   | نادي بارتيزان |
| ------------------------------------------------ | ----- | ------------- |
| ليما دوس سانتوس 35' · ماثيوس لييتي ناسيمينثو 90' | تقرير |               |

| نادي أرسنال                                                                                    | 5–1   | نادي شاختار دونيتسك  |
| ---------------------------------------------------------------------------------------------- | ----- | -------------------- |
| أليكس سونغ 19' · سمير نصري 42' · سيسك فابريغاس 60' (ركلة.) · جاك ويلشير 66' · مروان الشماخ 69' | تقرير | إدواردو دا سيلفا 82' |

| نادي بارتيزان | 0–1   | سبورتينغ براغا |
| ------------- | ----- | -------------- |
|               | تقرير | مويسيس 35'     |

| نادي شاختار دونيتسك                          | 2–1   | نادي أرسنال    |
| -------------------------------------------- | ----- | -------------- |
| دميترو تشيجرينسكي 28' · إدواردو دا سيلفا 45' | تقرير | ثيو والكوت 10' |

| سبورتينغ براغا                    | 2–0   | نادي أرسنال |
| --------------------------------- | ----- | ----------- |
| ماثيوس لييتي ناسيمينثو 83'، 90+3' | تقرير |             |

| نادي بارتيزان | 0–3   | نادي شاختار دونيتسك                                      |
| ------------- | ----- | -------------------------------------------------------- |
|               | تقرير | تاراس ستيبانينكو 52' · جادسون 59' · إدواردو دا سيلفا 68' |

| نادي أرسنال                                                  | 3–1   | نادي بارتيزان            |
| ------------------------------------------------------------ | ----- | ------------------------ |
| روبين فان بيرسي 30' (ركلة.) · ثيو والكوت 73' · سمير نصري 77' | تقرير | كليو غابرييل كوردوفا 52' |

| نادي شاختار دونيتسك               | 2–0   | سبورتينغ براغا |
| --------------------------------- | ----- | -------------- |
| رازفان رات 78' · لويز أدريانو 83' | تقرير |                |